# Alpine (Arizona)
Alpine – jednostka osadnicza w Stanach Zjednoczonych, w stanie Arizona, w hrabstwie Apache.